# Hemsjö socken
Hemsjö socken i Västergötland ingick i Kullings härad, ingår sedan 1974 i Alingsås kommun och motsvarar från 2016 Hemsjö distrikt.
Socknens areal är 67,82 kvadratkilometer varav 48,68 land. År 2000 fanns här 4 195 invånare.  Tätorterna Västerbodarna, Ingared och en del av Norsesund samt kyrkbyn Hemsjö med sockenkyrkan Hemsjö kyrka ligger i socknen.

## Administrativ historik
Socknen har medeltida ursprung. 
Vid kommunreformen 1862 övergick socknens ansvar för de kyrkliga frågorna till Hemsjö församling och för de borgerliga bildades Hemsjö landskommun.  Landskommunen utökades 1952 och uppgick 1974 i Alingsås kommun.
1 januari 2016 inrättades distriktet Hemsjö, med samma omfattning som församlingen hade 1999/2000.
Socknen har tillhört län, fögderier, tingslag och domsagor enligt vad som beskrivs i artikeln Kullings härad. De indelta soldaterna tillhörde Västgöta regemente, Elfsborgs kompani och Västgöta-Dals regemente, Kullings kompani.

## Geografi och natur
Hemsjö socken ligger söder om Alingsås med Mjörn i nordväst, Sävelången i väster, Ömmern i sydost och Stora Färgen i nordost. Socknen är en kuperad skogsbygd med inslag av odlingsbygd vid sjöar och vattendrag. Sävelången delas med Skallsjö socken, Ömmern delas med Skallsjö socken, Ödenäs socken och Bollebygds socken i bollebygds kommun och Stora Färgen delas med Alingsås socken. Torskabotten i väster delas med Skallsjö socken.
Färgensjöarnas naturreservat som är ett kommunalt naturreservat delas med Alingsås socken.
En sätesgård var Bryngenäs herrgård.
I Ingared fanns det förr ett gästgiveri.

## Fornlämningar
Ett 30-tal boplatser och tre hällkistor från stenåldern är funna. Från bronsåldern finns spridda gravrösen. Från järnåldern finns ett gravfält, domarringar och stensättningar.

## Befolkningsutveckling
Befolkningen ökade från 1 046 1810 till 1 949 1890 varefter den minskade till 1 442 1940 då den var som minst under 1900-talet. därpå ökade folkmängden på nytt till 4 027 1990.

## Namnet
Namnet skrevs 1405 Heemsiö och kommer från kyrkbyn. Namnet betyder 'sjön hemmavid' och har äldst burits av en sjö vid byn.